# Gülitz-Reetz
Die Gemeinde Gülitz-Reetz liegt im Landkreis Prignitz in Brandenburg. Sie ist Teil des Amtes Putlitz-Berge.

## Geografie
Die Gemeinde liegt zirka 15 Kilometer nördlich der Kreisstadt Perleberg. Östlich der Gemeinde fließt das Flüsschen Stepenitz. Zehn Kilometer nördlich liegen – schon in Mecklenburg-Vorpommern – die Ruhner Berge.

## Gemeindegliederung
Zur Gemeinde Gülitz-Reetz gehören laut ihrer Hauptsatzung die bewohnten Gemeindeteile Gülitz (früher Gühlitz), Reetz, Schönholz und Wüsten Vahrnow. Dazu kommen noch die Wohnplätze Ausbau und Vahrnow.

## Geschichte
Gülitz und Reetz gehörten zu den Stammsitzen des Adelsgeschlechtes Kaphengst. Die Güter Gülitz und Vahrnow waren lange Besitz der Familie von Winterfeld. Nur einige Tagelöhnerhäuser, Wirtschaftsgebäude und die Schnitterkaserne zeugen noch davon. Das Herrenhaus in Gülitz brannte zu Kriegszeiten ab, das Haus in Vahrnow wurde, nachdem es verfallen war, in den 1980er Jahren abgerissen. Im Gemeindegebiet gab es im 19. Jahrhundert die beiden nördlichsten Braunkohletagebaue im Gebiet des heutigen Brandenburg. Tiefere Partien der umfangreichen Braunkohlelagerstätte wurden im Tiefbauverfahren abgebaut. Erst 1949 wurde die Braunkohlegewinnung in den Gülitzer Braunkohlengruben endgültig eingestellt.
Gülitz und Reetz gehörten seit 1817 zum Kreis Westprignitz in der Provinz Brandenburg und ab 1952 zum Kreis Perleberg im DDR-Bezirk Schwerin. Seit 1993 liegen die Orte im brandenburgischen Landkreis Prignitz.
Am 1. Januar 1973 wurde Wüsten Vahrnow nach Gülitz eingemeindet. Die heutige Gemeinde Gülitz-Reetz entstand am 31. Dezember 2001 durch den Zusammenschluss der bis dahin eigenständigen Gemeinden Gülitz und Reetz.

## Bevölkerungsentwicklung
| Jahr | Gülitz | Reetz |      | Jahr | Gülitz-Reetz |      | Jahr | Gülitz-Reetz |
| ---- | ------ | ----- | ---- | ---- | ------------ | ---- | ---- | ------------ |
| 1990 | 374    | 257   | 2001 | 612  |              | 2021 | 445  |              |
| 1995 | 338    | 264   | 2005 | 565  |              | 2022 | 451  |              |
| 2000 | 356    | 257   | 2010 | 514  |              | 2023 | 454  |              |
|      |        |       | 2015 | 479  |              | 2024 | 459  |              |
|      |        |       | 2020 | 454  |              |      |      |              |
|      |        |       |      |      |              |      |      |              |

Gebietsstand des jeweiligen Jahres, Einwohnerzahl: Stand 31. Dezember (ab 1991), ab 2011 auf Basis des Zensus 2011, seit 2022 auf Basis des Zensus 2022

## Politik

### Gemeindevertretung
Die Gemeindevertretung von Gülitz-Reetz besteht aus sieben Gemeindevertretern und dem ehrenamtlichen Bürgermeister. Die Kommunalwahl am 26. Mai 2019 führte zu folgendem Ergebnis:
| Wählergruppe                   | Stimmenanteil | Sitze |
| ------------------------------ | ------------- | ----- |
| Alle für Alle                  | 42,3 %        | 3     |
| Wählergruppe Reetz             | 37,7 %        | 3     |
| Einzelbewerber Ronald Grünwald | 19,9 %        | 1     |

Der Stimmenanteil von Ronald Grünwald entspricht zwei Sitzen. Daher bleibt nach § 48 (6) des Brandenburgischen Kommunalwahlgesetzes ein Sitz in der Gemeindevertretung unbesetzt.

### Bürgermeister
- 2003–2019: Thomas Breitlauch[11]
- seit 2019: Detlef Spiegelberg[12]

Spiegelberg wurde in der Bürgermeisterwahl am 9. Juni 2024 ohne Gegenkandidat mit 77,1 % der gültigen Stimmen für eine weitere Amtszeit von fünf Jahren wiedergewählt.

## Sehenswürdigkeiten
In der Liste der Baudenkmale in Gülitz-Reetz stehen die in der Denkmalliste des Landes Brandenburg eingetragenen Baudenkmale.
Die im Mai 2022 zum Nationalerbe-Baum ausgezeichnete Flatterulme im Ort Gülitz, welche mit einem Stammumfang von 10,07 m (Stand: August 2020) die stärkste Ulme Europas ist, befindet sich in der Nähe der Dorfkirche Gülitz.

## Verkehr
Gülitz-Reetz liegt an der Landesstraße L 13 zwischen Karstädt und Putlitz. Die nächstgelegene Autobahnanschlussstelle ist Putlitz an der A 24 (etwa 15 Kilometer nordwestlich).
Die Westprignitzer Kreisringbahn verband von 1911 bis 1975 die Ortsteile Vahrnow und Wüsten Vahrnow mit der Kreisstadt Perleberg, wobei der Abstand der Bahnhöfe ca. 1000 m betrug und ersterer zeitweise auch zur Verladung der Kohle aus den Gülitzer Braunkohlengruben genutzt wurde.

## Persönlichkeiten
- Otto Busse (1867–1922), Pathologe, in Gülitz geboren
- Kurt Böwe (1929–2000), Schauspieler, in Reetz geboren